# مسيرة فخر كوني أيلاند
مسيرة فخر كوني أيلاند مسيرة فخر سنوية يتم تنظيمها في أول فصل الصيف من كل سنة في كوني أيلاند في بروكلين بنيويورك. تعتبر هذه المسيرة أضخم واحدة من نوعها في الولايات المتحدة الأمريكية. يهتم بتنظيم الاحتفال جمعية كوني أيلاند يو أس أي. الدورة السادسة و الثلاثين نظمت يوم السبت الموافق للسادس عشر من جوان 2018. 